# Клан Макбрейн
МакБрейн — (шотл. — MacBrayne, гэльск. — Mac a' Bhriuthainn) — він же: Мак а Брухайнн — один з гірських кланів Шотландії. На сьогодні клан не має визнаного геольдаит Шотландії вождя, тому називається "кланом зброєносців", як і всі інші подібні клани.
Девіз клану — «Fortis Ceu Leo Fidus» - Хоробрий як вірний лев (лат.)

## Історія клану МакБрейн
Назва клану в перекладі з гельської означає «син судді» і зустрічається у багатьох давніх шотландських літописах. Юдженіус МакБрухайнн згадується як студент університету Сент-Андрюс в 1525 році. Анна МакБрейн згадується в літописах Гортенагора за 1672 рік. 
Дункан та Арчібальд МакБрейни згадуються як заколотники і повстанці в Аргайллширі в 1685 році.
Відомо, що якийсь МакБрейн XVIII столітті працював на людей з клану Макінтош і розробив чи то володів якимось секретним рецептом для мануфактури (судячи по всьому виробництво якогось фарбника).
У 1878 році Девід МакБрейн був власником низки кораблів, що забезпечували поромний транспорт між островами Шотландії. Його компанія швидко розросталася. Існувала компанія до 1928 року — доки не збанкрутувала і не перейшла у державну власність. Але у 1970 році ця компанія була об'єднана з компанією «Каледоніан Стім Пакет Компані» (Caledonian Steam Packet Company) і отримала назву «Каледоніан МакБрейн» (Caledonian MacBrayne). На сьогодні вона залишається великою компанією, що забезпечує транспорт між островами Шотландії.